# Alameda (jardinería)

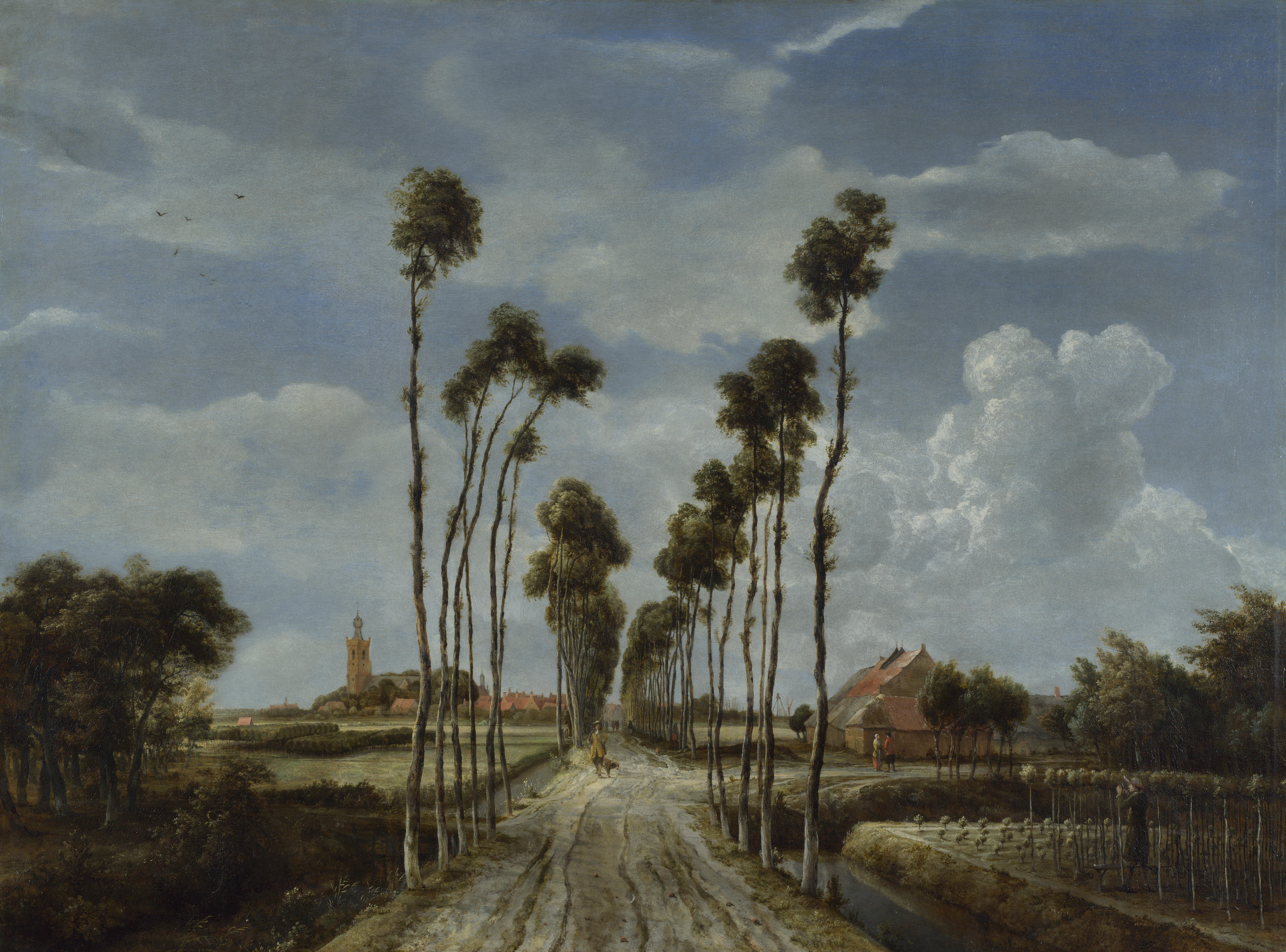
Hobbema, El carril de Middelharnis bordeado de árboles (1689).

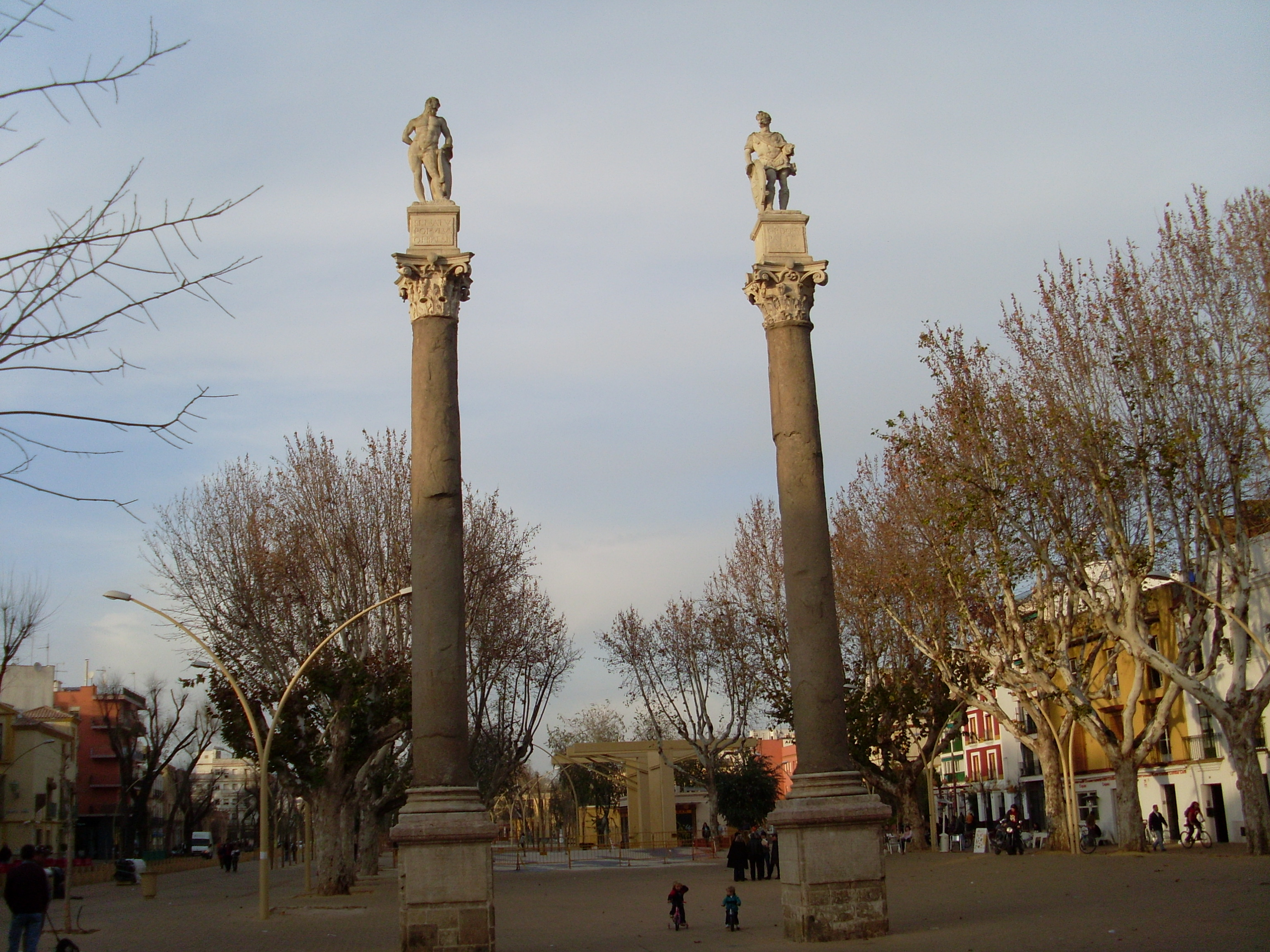
Vista de la Alameda de Hércules en Sevilla tras finalizar las obras en diciembre de 2008.

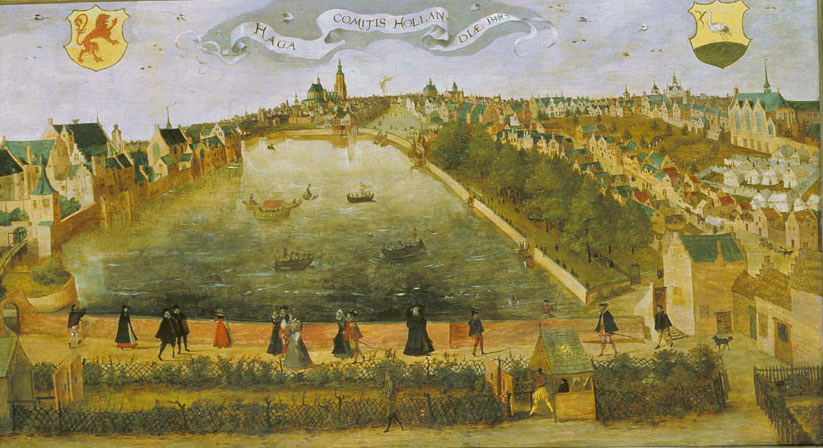
Vista del lago Hofvijver y la alameda "Lange Vijverberg" en La Haya desde el Doelen, 1567, La Haya, Museo Histórico.

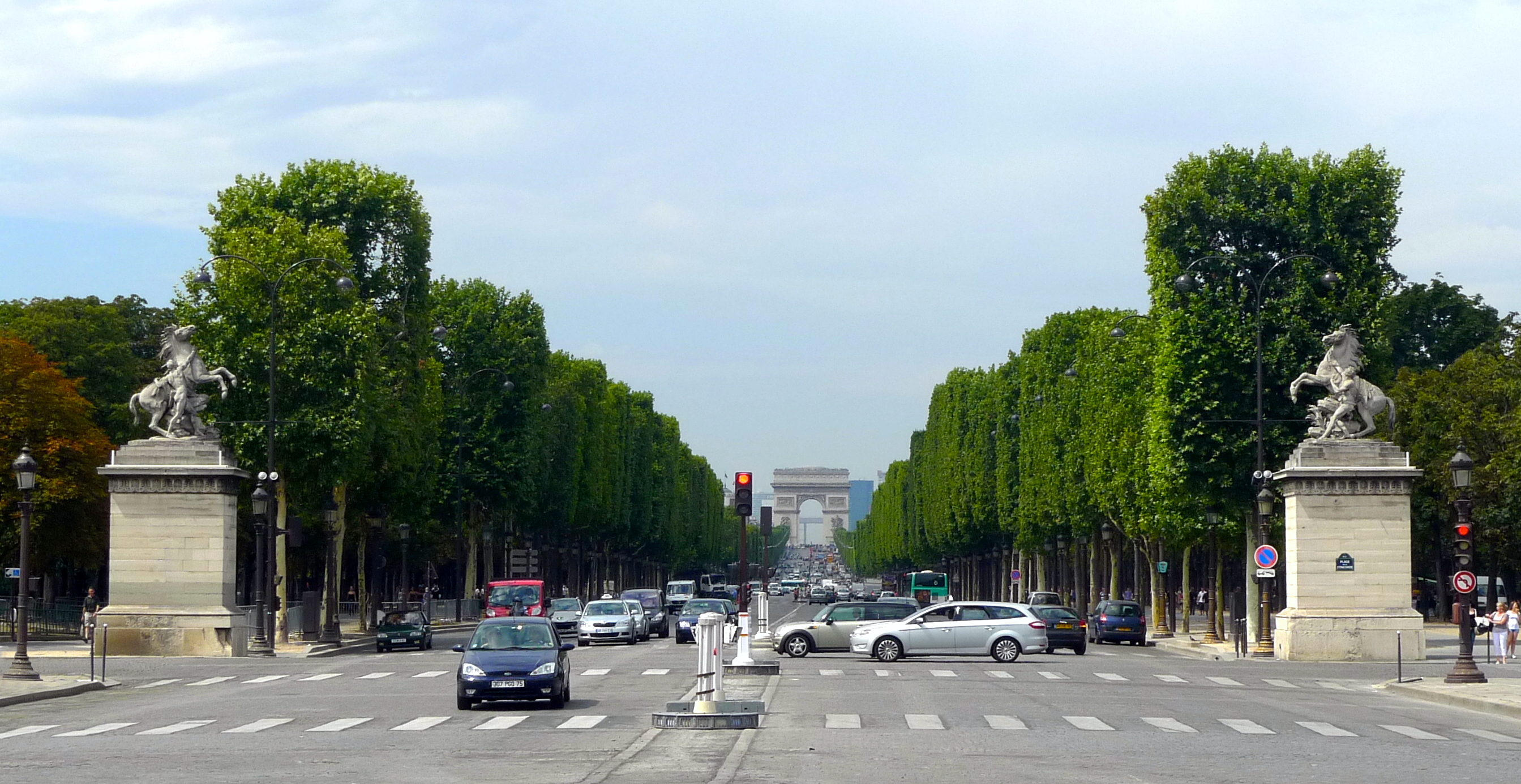
Avenida de los Campos Elíseos (París).

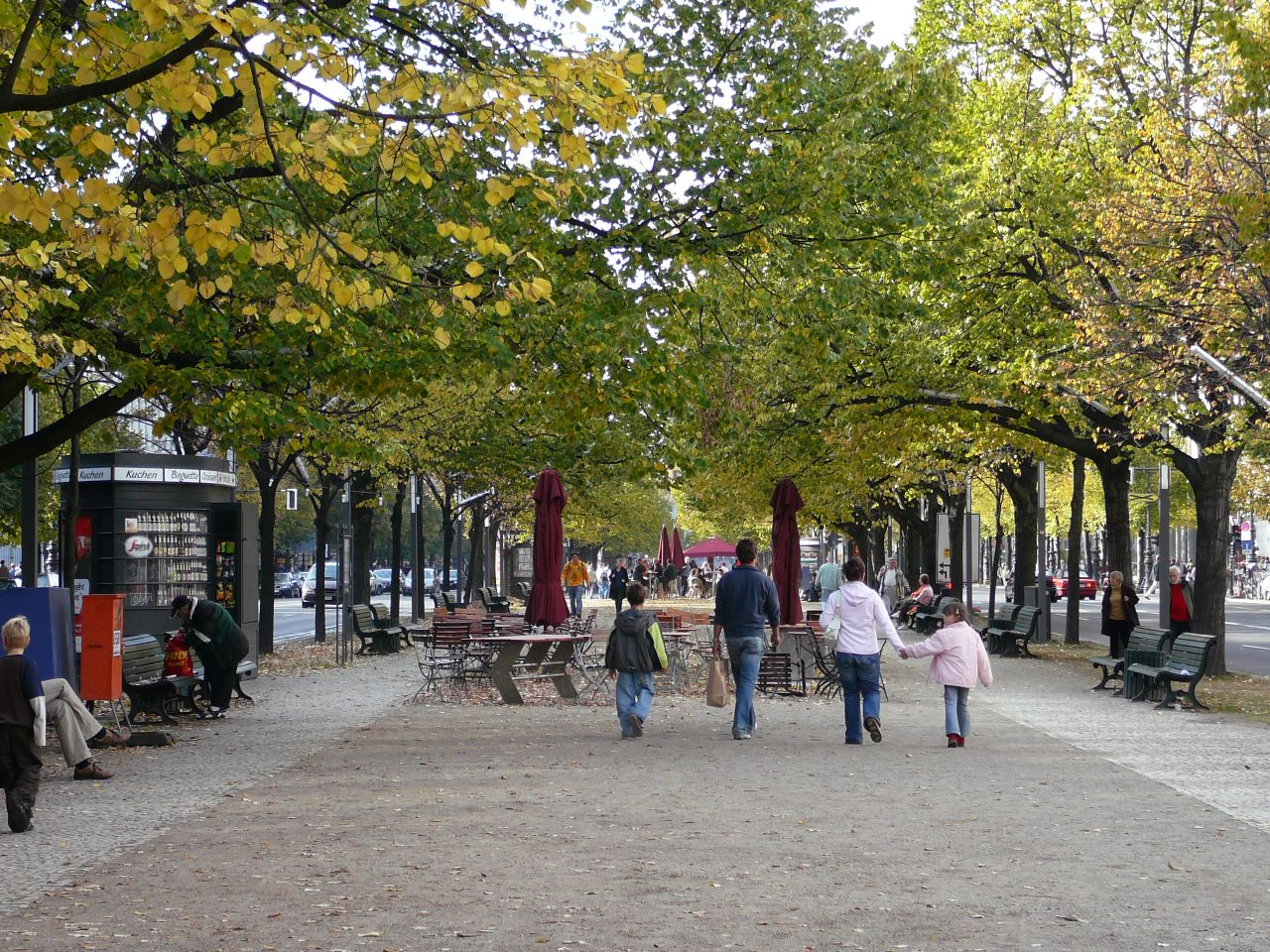
Unter den Linden (Berlín).

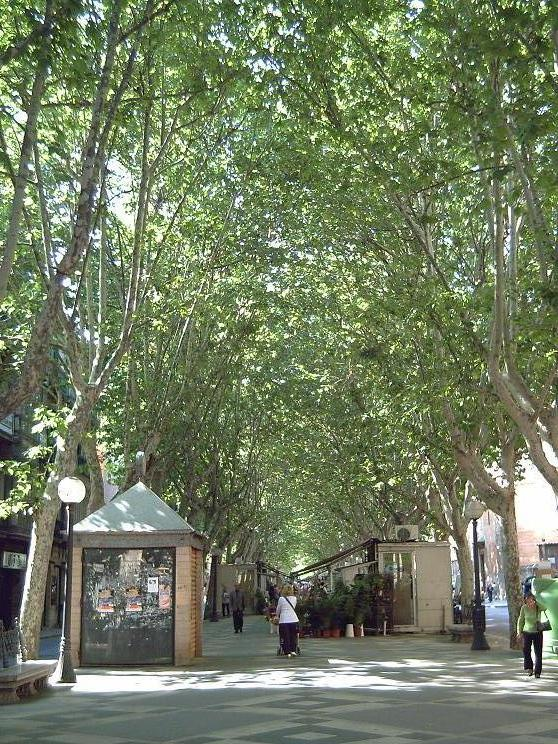
Rambla de Palma (Palma de Mallorca).

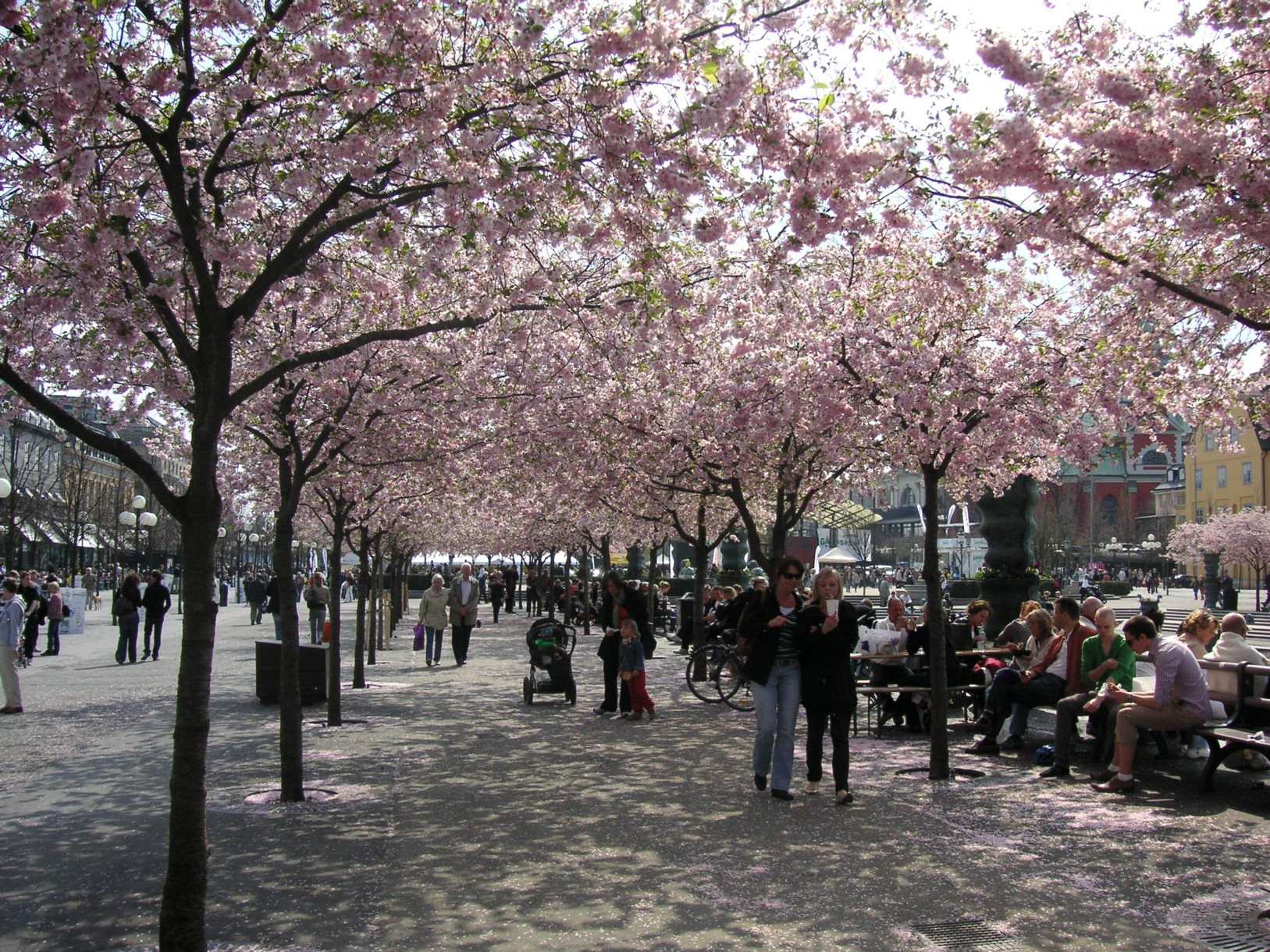
Kungsträdgården (Estocolmo).

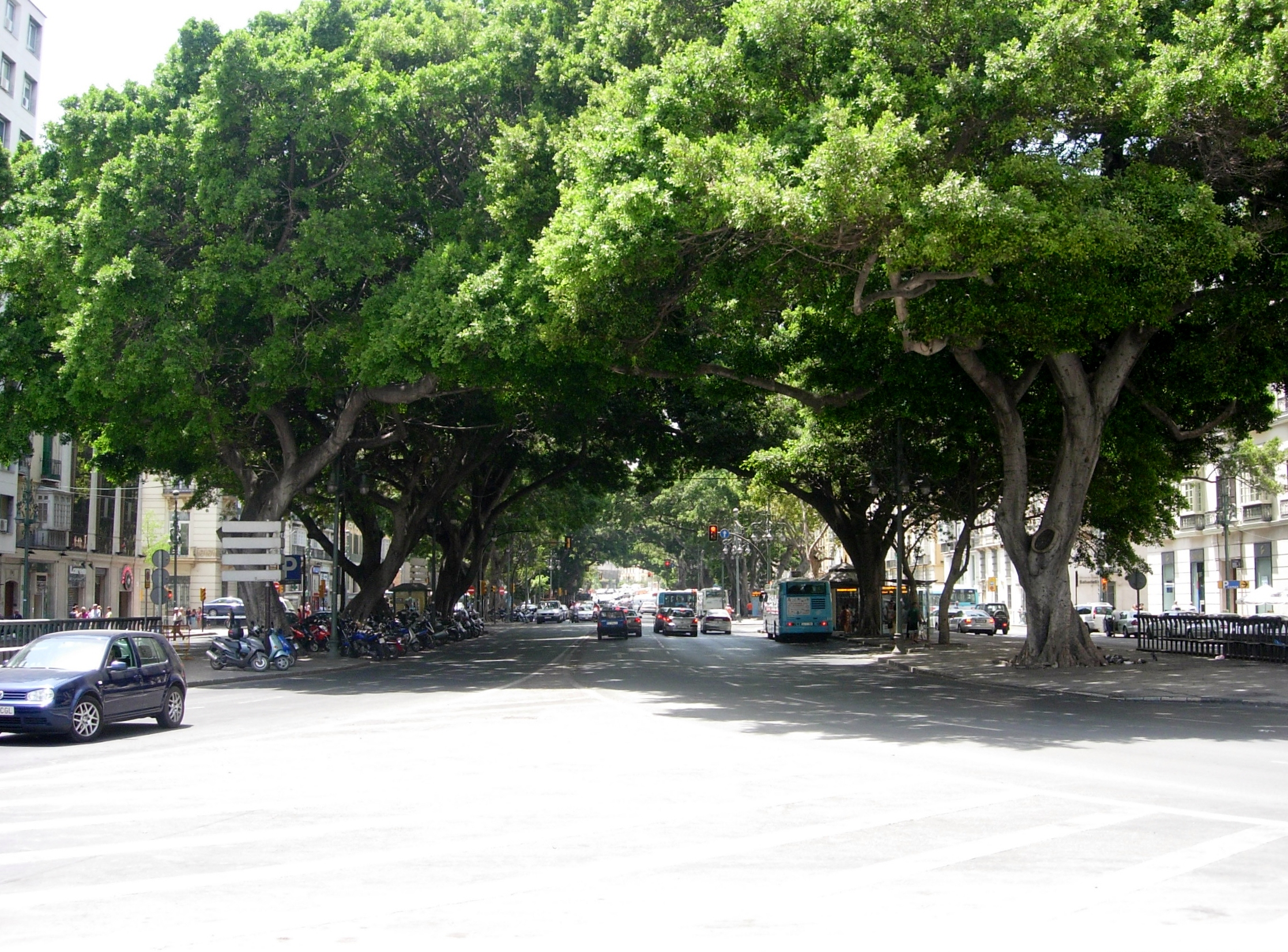
Alameda Principal (Málaga).

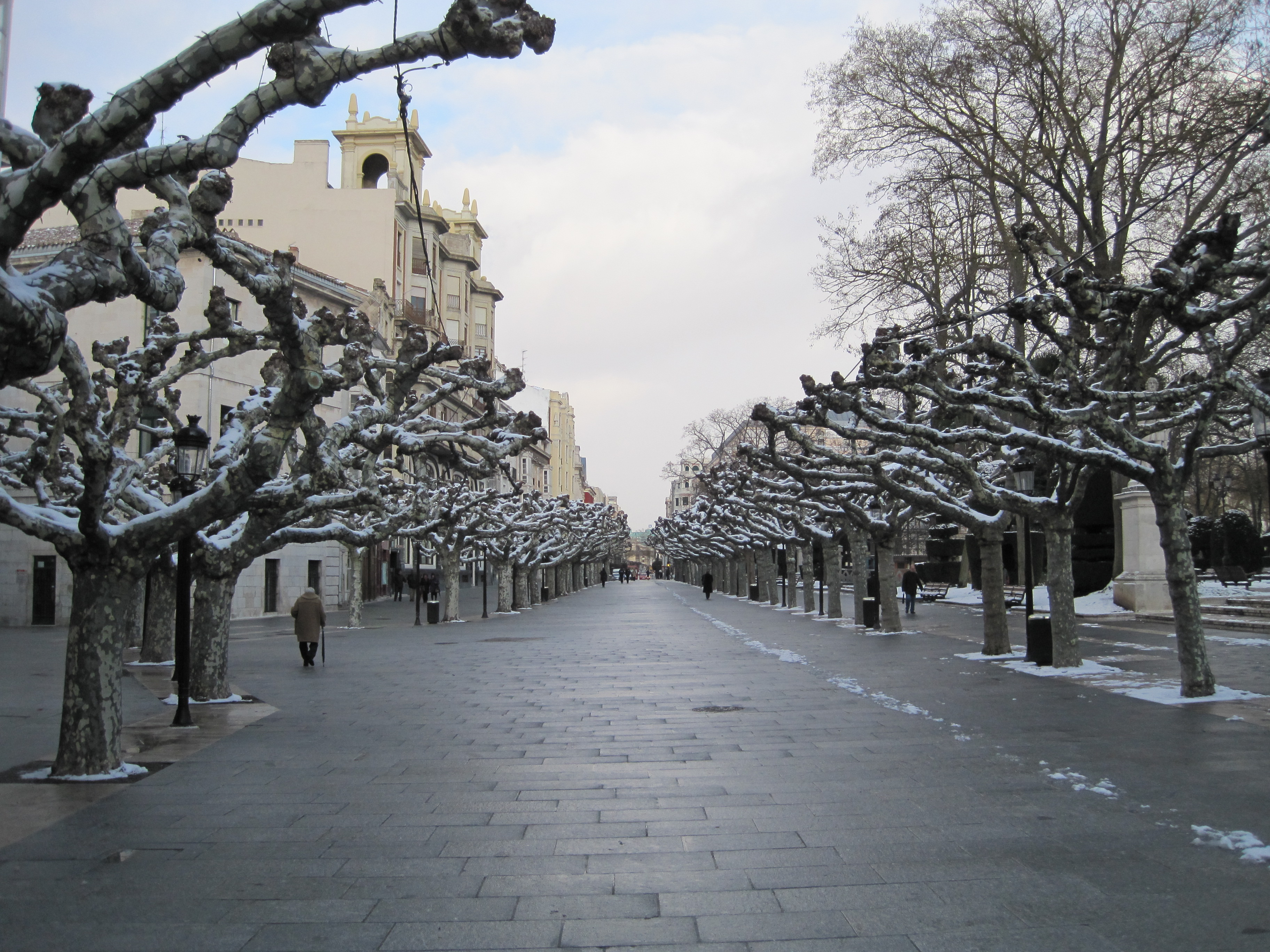
Paseo del Espolón (Burgos).

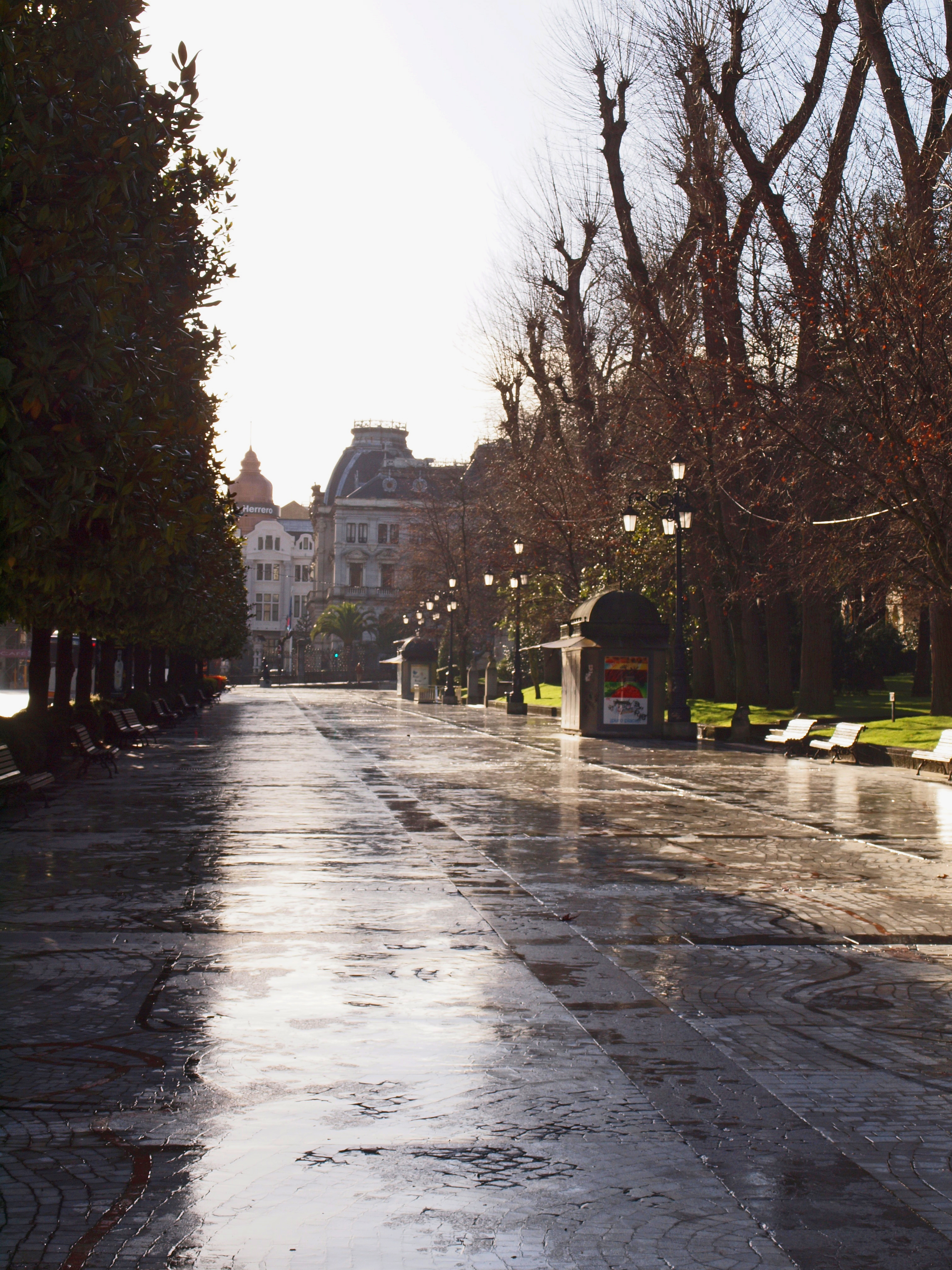
Vista del Paseo de los Álamos, Oviedo.

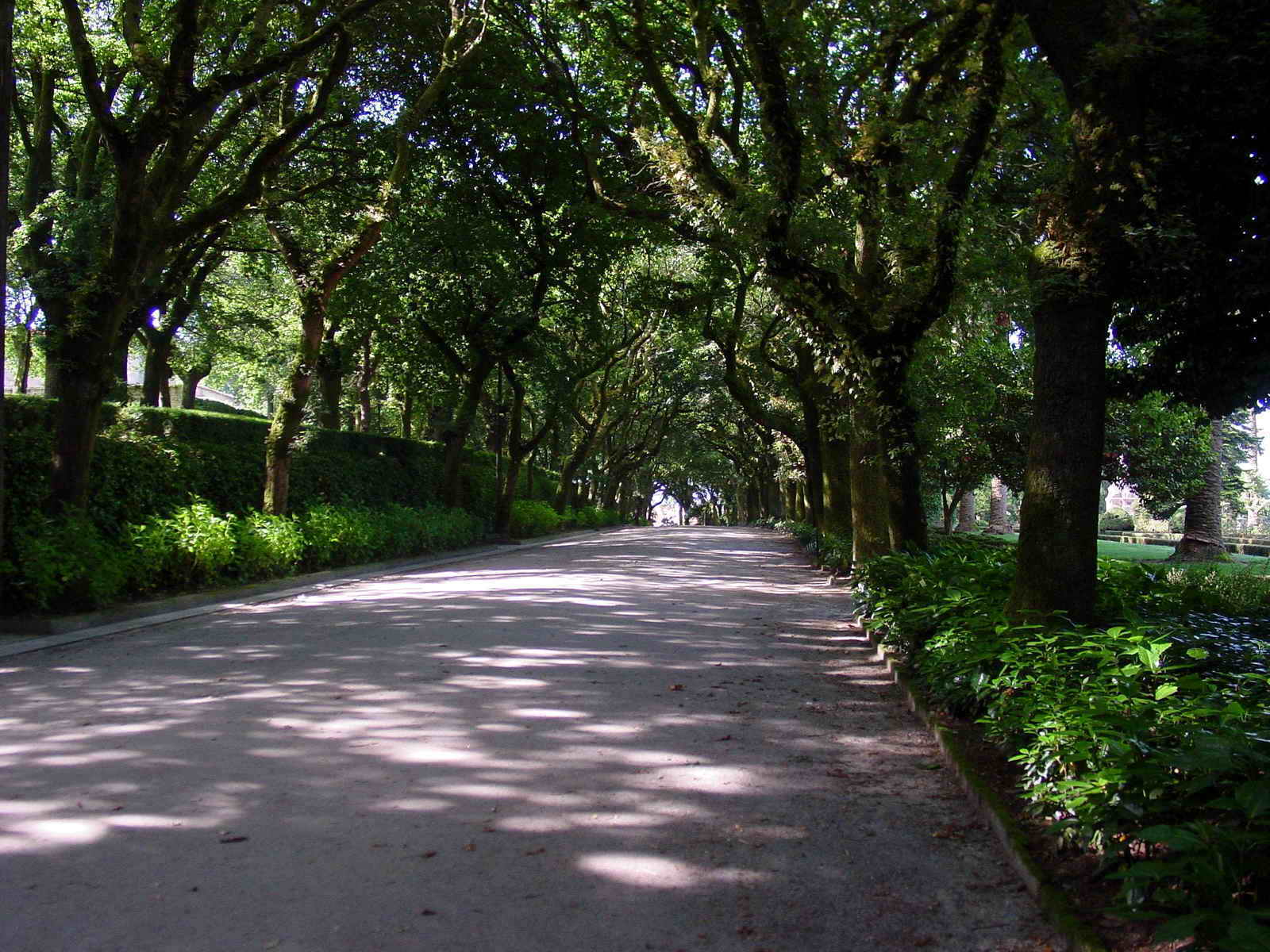
Vista del Paseo de la Herradura, junto a la Alameda, Santiago de Compostela.

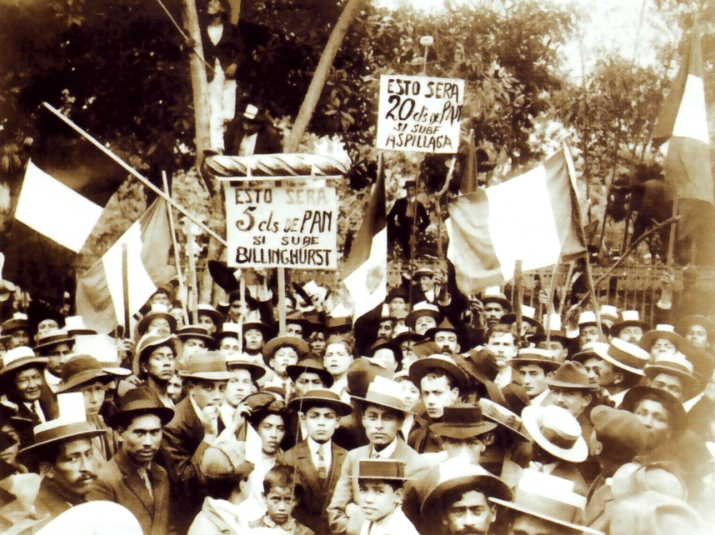
Alameda de los Descalzos, Lima, 1912, Manifestación popular en favor de Billinghurst. Los cartelones aluden a la promesa demagógica de rebajar el precio de los alimentos, lo que le valió a Billinghurst el apelativo de "Pan Grande".

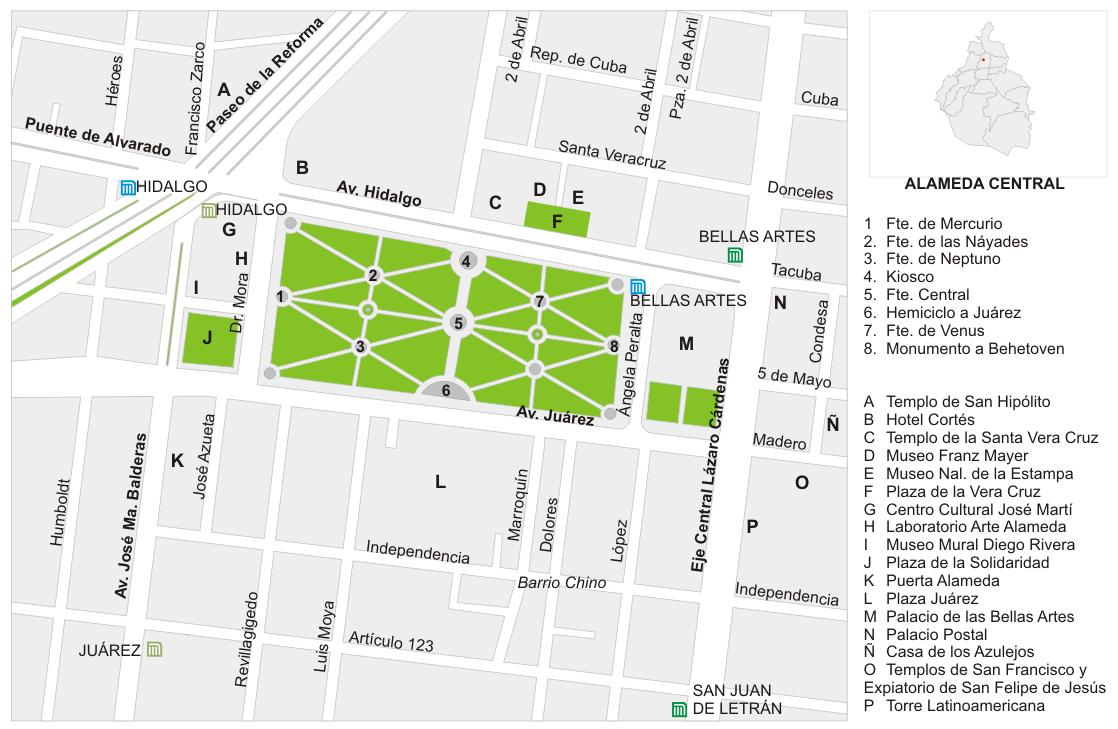
Alameda Central (México).

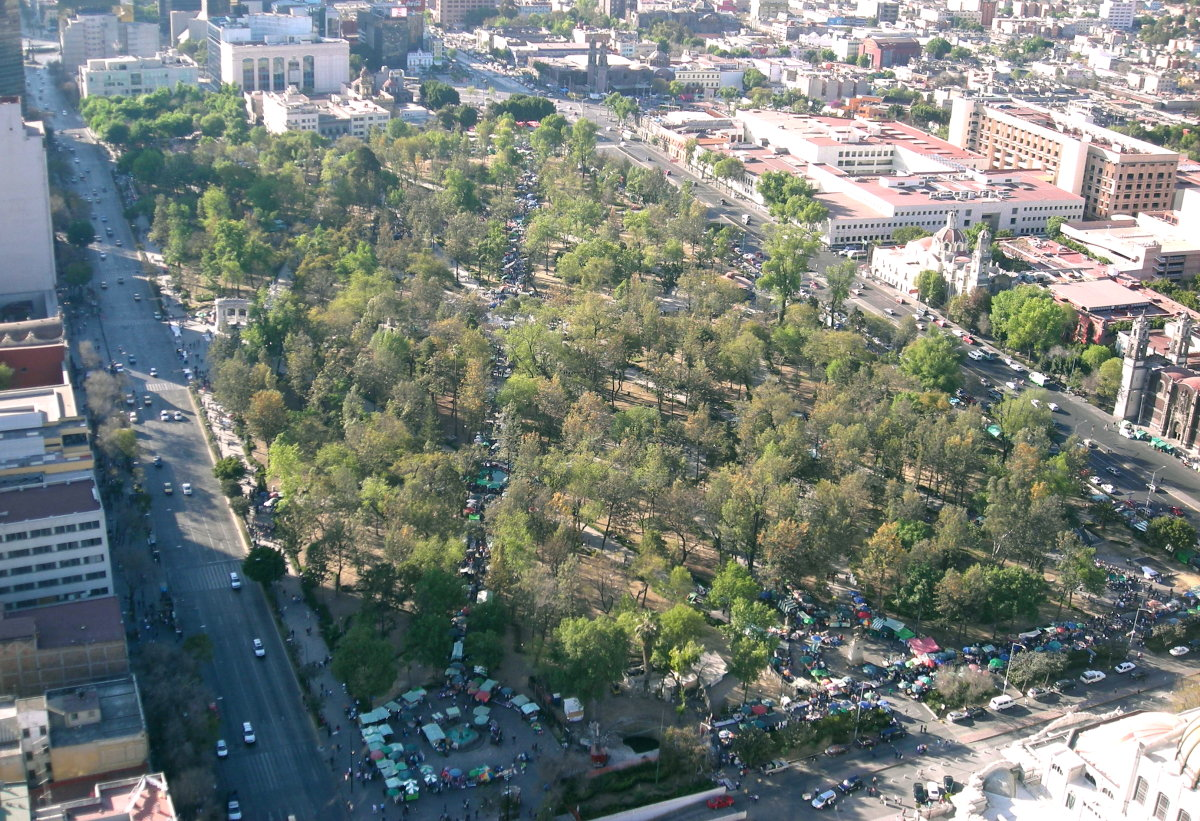
Alameda Central (México).

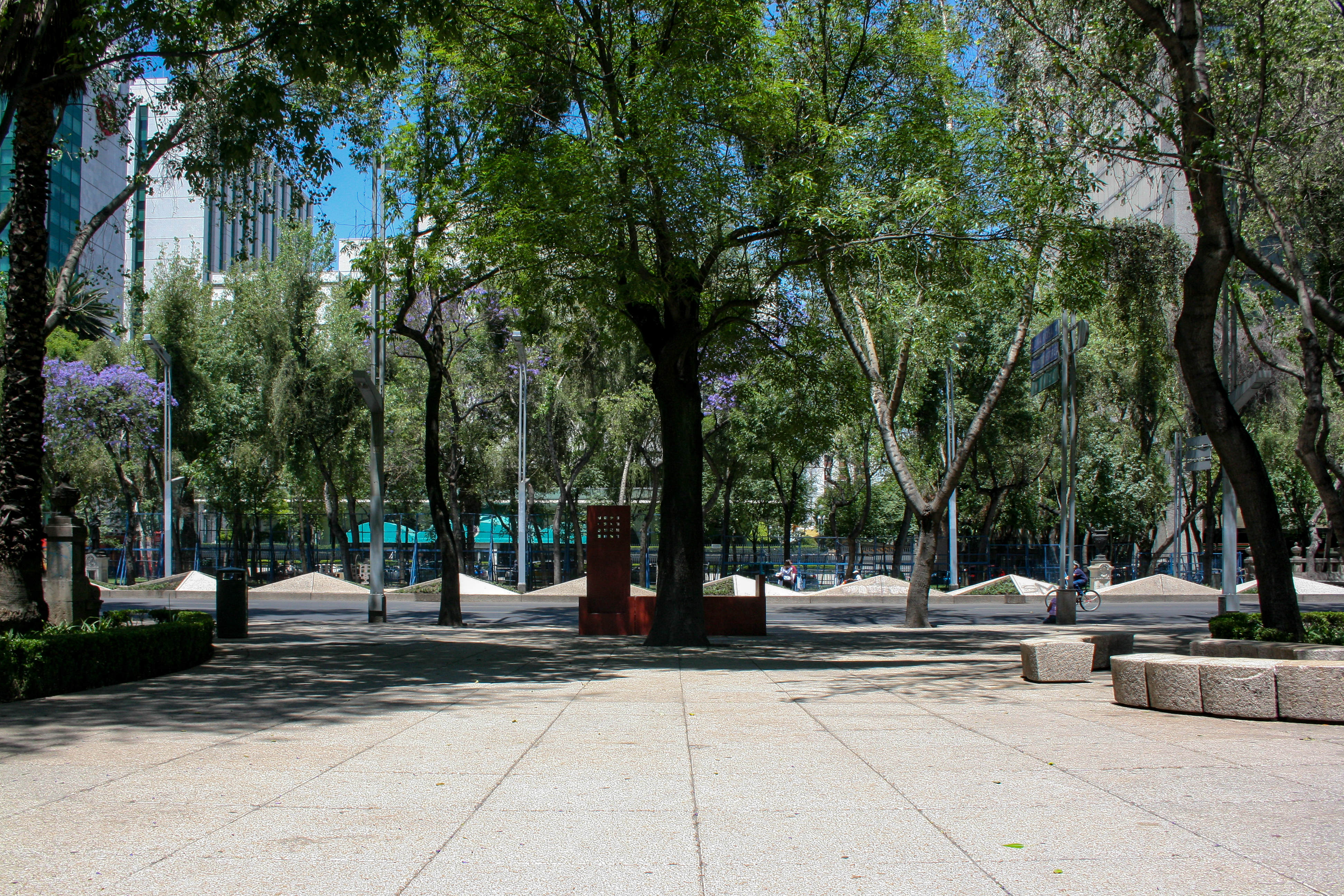
Paseo de la Reforma (México).

Una alameda es un lugar poblado de álamos, aunque también se extiende el uso del término a otro tipo de bosquetes de árboles como el olmo, roble, almez, tilo, morera o plátano de sombra.
Cuando los álamos crecen en la ribera de un río y son espontáneos, forman parte del paisaje natural. Existen además alamedas plantadas como alineaciones de árboles por el hombre, con el fin de criar árboles de interés maderero. Otras alineaciones de árboles han sido plantadas con fines constructivos para asentar terrenos inestables. De este modo platanadas sobre grandes diques servían para contener las tierras, los cuales conforman diques de las orillas de ríos, canales y lagos. De este modo se ha procedido desde el siglo XIII en los Países Bajos; o en murallas y taludes de fortificaciones militares, como se hizo en Luca, Italia. Algunas de estas alamedas de entramado de taludes, y no planificadas como recreo, pronto pasaron a ser frecuentadas espontáneamente por los hombres a consecuencia de la sombra producida por las alineaciones de árboles en los meses de calor.
Por el contrario, si el conjunto de álamos y otras variedades de árboles fueron planificados, pensados y plantados por el hombre con fines ornamentales y de recreación, forman parte de la jardinería. Con frecuencia, estos paseos o parques arbolados han sido el tipo más antiguo de jardín público y popular. El sustantivo alameda se traduce al francés como "allée" o "promenade plantée", en inglés como "the mall". Ejemplos son: en Nueva York The Mall, en Central Park; y en Londres The Mall en St. James's Park. No obstante, en inglés también se denomina con el nombre "allée" y por último en alemán se le llama "allee". Siempre se refiere, al menos inicialmente, a una pequeña calle entre dos hileras, o más, de árboles. Sin embargo, con el tiempo, la pista arbolada pudo cambiar su apariencia a causa de la pérdida de los árboles; pese a ello, no se modificó su denominación, la cual ha podido permanecer congelada como topónimo del lugar.
Básicamente conocemos dos tipos de alamedas: las plantadas con frecuencia en los bordes de los caminos, sencilla alineación de árboles. Las primeras alineaciones, como simples líneas en los bordes de los caminos, comenzaron a ser plantadas en torno a las murallas de las ciudades medievales europeas, como ocurrió en la ciudad italiana de Lucca (Toscana). Otro tipo de alamedas eran las formadas por numerosas alineaciones para crear un gran espacio de sombra, en los lugares en los que se realizaban concentraciones de cualquier tipo. Los grandes espacios sombreados con álamos estaban destinados a los mercados y a ser escenario de las más diversas actividades lúdicas, entre ellas, las romerías, los bailes y el entrenamiento atlético, militar e hípico. En la jardinería centroeuropea, especialmente en Flandes y en Francia, además de en Italia, se adornaron también los caminos de acceso de las grandes villas nobiliarias y aristocráticas con alineaciones de árboles y se dispusieron como paseos principales de los jardines. Desde el siglo XVI, con el progreso de los nuevos coches de caballos fueron el escenario destinado a los placenteros paseos con los coches y carrozas. La más antigua alameda plantada, y por ello jardín, y abierta a todo el mundo, y por ello pública, que se conserva en Europa en la actualidad es la Alameda de Hércules de Sevilla (1574).
Las alamedas han recibido distintos nombre en otros idiomas, como en francés: Allée, Promenade y Boulevard (de origen francés, y de origen neerlandés: Bolwerk - baluarte, y que también significa bastión, indicando que se construyeron sobre viejos bastiones convertidos en paseos públicos para peatones y coches de caballos). Ejemplo neerlandés es la fortaleza de San Juan (o Bolwerk St. Jan), hoy conocido como Bastionder, en 's-Hertogenbosch o Bolduque. En inglés alameda se traduce por: Avenue (landscape), Promenade y Mall. En alemán y en otros idiomas centroeuropeos: Allee. En polaco: Aleja. En italiano: Avenue. En sueco: Allé. En neerlandés Laan (weg). En japonés Vía Verde (林蔭道). Finalmente en ruso Аллея.

## Algunas alamedas famosas

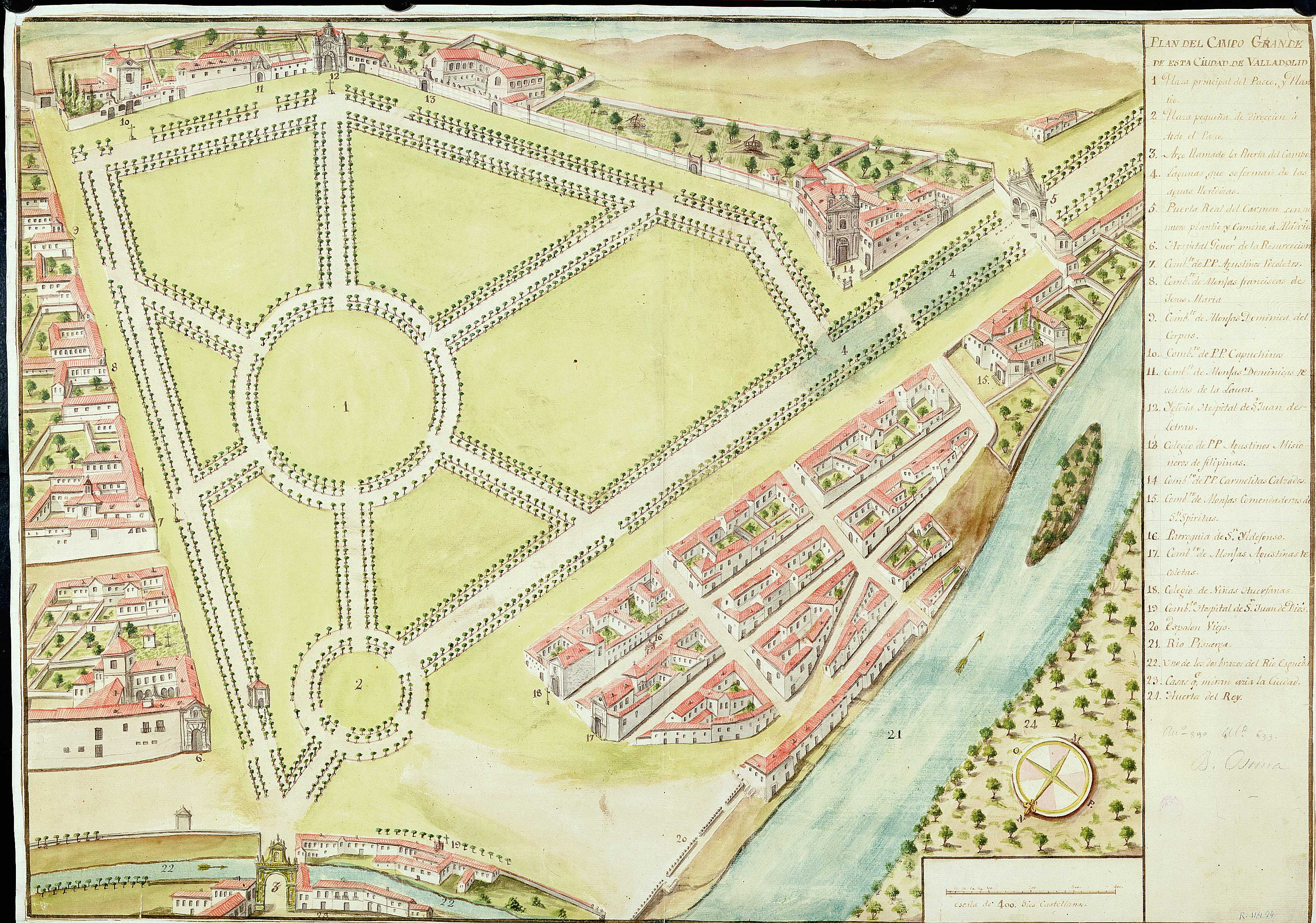
Valladolid, Campo Grande. Del deseo del Reformismo Ilustrado, de embellecer las ciudades y racionalizar su urbanismo y la naturaleza, surgieron proyectos como este plano de ordenación urbanística y plantación de olmos Ulmus minor en el Campo Grande de 1787.

### DelsigloXVI
- Lange Vijverberg (La Haya), La Haya, Holanda (1550)
- Carrera Vieja paseo del León o paseo de Santiago, de Úbeda (destruido), también llamado Alameda del Pastor; esta alameda discurría por la actual avenida de Cristo Rey (entre el Hospital de Santiago y la Carrera de Baeza) y fue construida hacia 1558.[3]
- Prado Viejo, Madrid (1570) (destruido). Plantación de una arboleda longitudinal, dispuesta en una única hilera en el caso del Prado de los Recoletos Agustinos y en tres alineaciones en el de los Jerónimos, véase en el plano de Pedro Teixeira Albernaz (1656). La mejor información de este viejo jardín público y paseo puede observarse en las dos vistas propiedad del Museo Thyssen-Bornemisza: Anónimo, Paseo del Prado en la Confluencia con Carrera de San Jerónimo; y Jan van KESSEL III (atribuido) Vista de la Carrera de San Jerónimo y el Paseo del Prado con cortejo de carrozas (1686)
- Alameda de Hércules de Sevilla (1574).
- Alameda de San Pablo,[4] Ecija (Sevilla) (1578) (desaparecido).
- Alameda de Cervantes o Dehesa de San Andrés, Soria (1594). Destinada a paseo público en 1621.
- La Alameda Central en Ciudad de México (1592), la primera en América.
- La Alameda de Mansiche, Trujillo, La Libertad, Perú (1598).[5]
- Alameda de Segovia (ca.1590)[6]

### DelsigloXVII
- Huerta del Rey (Valladolid), orilla derecha del río Pisuerga (ca. 1605) (desaparecido).[7]
- La Ribera o Huerta del Duque de Lerma (Valladolid) (desaparecido), orilla derecha del río Pisuerga (ca. 1610).[7]
- Prado del Río Pisuerga (Valladolid) (desaparecido), margen izquierda del río Pisuerga (ca. 1609).[7]
- Prado de San Sebastián (Valladolid) (desaparecido) o Alameda de Nuestra Señora del Prado, terminaba en el monasterio de Nuestra Señora del Prado (desaparecido, ca. 1603). Conducía al monasterio jerónimo de la Virgen del Prado situada en la margen derecha del Pisuerga, a la que se pasaba por el Puente Mayor, y descrita por Pinheiro da Veiga en su crónica de 1605.[7]
- Prado de la Magdalena (Valladolid) (desaparecido), en el cauce del río Esgueva septentrional, márgenes derecha e izquierda (ca. 1600).[7]
- Paseo del Espolón (Valladolid) (desaparecido), orilla izquierda del río Pisuerga (ca. 1608).[7]
- Moorfields (Londres) (1605).
- La Alameda de los Descalzos en Lima, Perú (1611).
- Paseos del Salón y de la Bomba, Granada (1612).
- Cours-la-Reine (París) (1616).
- Alameda Apodaca y del Marqués de Comillas, Cádiz (1617).
- Campos Elíseos, París (1640).
- Unter den Linden, Berlín (1647), originalmente un parque real urbano privado.
- Le Cours Mirabeau, Aix en Provence, Francia (1649).
- Paseo de los Coches o Rambla de Santa Cruz (1661), Santa Cruz de Tenerife.
- Alameda de Valencia (1677).
- La Alameda de Quito (siglo XVII).

### DelsigloXVIII
- Alameda del Calvario de Antigua (Guatemala) (1720).
- Alameda de San Antón, Cartagena (España) (1724).
- Promenade de Münster, Alemania (1764).
- Paseo de los Ocho Hilos del barrio Imperial (Arganzuela) de Madrid (siglo XVIII)
- Paseo de Avenida da Liberdade, Lisboa (siglo XVIII)
- Alameda de Paula, La Habana (1777).
- Paseo Público de Río de Janeiro, Río de Janeiro (Brasil) (1779-1783), promovido por el Vizrey Luis de Vasconcelos.
- Paseo Bucareli, México (1778).
- Rambla de Cataluña de Barcelona (1704-1775).
- Paseo del Espolón, Burgos (1750).
- Rambla de Palma (1784) Palma de Mallorca.
- Paseo del Espoloncillo (1780/1910), Burgos.
- Paseo del Espolón, Logroño (1757).
- Le Cours Saleya, Niza, Francia (siglo XVIII).
- The Mall de St. James Park Londres, Gran Bretaña (abierto en el s XVIII).
- Kungsträdgården, Estocolmo, Suecia (siglo XVIII).
- Alameda Central, Toluca de Lerdo, México (siglo XVIII).
- Alameda del Duque de Santa Elena Santa Cruz de Tenerife (1787).
- Alameda Bernardo O'Higgins de Talca, Chile (1792).

### DelsigloXIX
- La Alameda, Sigüenza (Guadalajara) (1804).
- Alameda del Libertador Bernardo O'Higgins de Santiago de Chile (1820). La histórica avenida de la Alameda tiene su origen de esta avenida poco después de la fundación de la ciudad de Santiago. Primero fue conocida con el nombre de la Cañada y estaba dedicada principalmente al paseo peatonal para la aristocracia de la época. Posteriormente se dedicó al paseo de coches de caballos y pasó a llamarse “Alameda de las Delicias”. Luego, con la construcción de calzadas aptas para el tránsito vehículos a motor, se llamó "Avenida Libertador Bernardo O’Higgins” aludiendo al primer jefe de Estado independiente. Hoy, a pesar de los letreros que, en las esquinas, recuerdan el nombre de Bernardo O’Higgins, es simplemente conocida como “Alameda”.
- La Alameda Jardín Botánico de Gibraltar (1821).
- Paseo de Gracia, Barcelona (1821).
- 1.ª Alameda, calle Amós Escalante, Santander (1800).
- Alameda de Oviedo, Santander (1835).
- Alameda, Aguascalientes, México (1840).
- Alameda Principal, Málaga (siglo XIX).
- Alameda, La Coruña (siglo XIX)
- Alameda, Santiago de Compostela (La Coruña) (siglo XIX).
- Alameda, Lorca (Murcia) (siglo XIX).
- Alameda de los Olivos,, Clavería (Alicante) (siglo XIX).
- Parque Alameda, San Francisco de Campeche, México (siglo XIX).
- Alameda Zaragoza, Saltillo, México (siglo XIX)
- Allèe o Place des Quinconces, Burdeos, Aquitania, Francia (1818).
- Alameda de los Remedios, Mondoñedo (Lugo) (siglo XIX).
- Cours Tablé, Sens, Francia (siglo XIX).
- Boulevard Heurteloup, Tours, Francia (siglo XIX).
- Antigua Alameda, actual Bosque Cuauhtémoc, Morelia, México (siglo XIX).
- Paseo de la Reforma, México D.F. (siglo XIX).
- Paseo de la Alameda, Morella (Castellón), (siglo XIX).
- Alameda, Puentedeume, La Coruña (siglo XIX).
- Alameda, San Sebastián (siglo XIX).
- Paseo de la Alameda, Mahón (siglo XIX).
- Alameda de Capuchinos, Jaén (siglo XIX).
- Alameda Mariano Escobedo, Monterrey, México (siglo XIX).
- Alameda Miguel Hidalgo, Santiago de Querétaro, México (siglo XIX, una de las alamedas más grandes de México.
- Parque de la Alameda, Chetumal, México (siglo XIX).
- Alameda de Calbetón, Deva (Guipúzcoa) (siglo XIX).
- La Alameda, Vigo (Pontevedra) (siglo XIX).
- Esplanadi, Helsinki, Finlandia (siglo XIX).
- Alameda de Colón hoy llamado Jardín de Floridablanca, Murcia (siglo XIX).
- Alameda, Lugo (siglo XIX).
- Alameda de Felipe Castro, Noya (La Coruña) (siglo XIX).
- Alameda Garibeldi, Callao, Perú (siglo XIX).
- Alameda Cervantes, Soria (siglo XIX).
- Alameda, Pontevedra (siglo XIX).
- Alameda, Villagarcía de Arosa (Pontevedra) (siglo XIX).
- Alameda Suanzes, Ferrol (La Coruña) (siglo XIX).
- Alameda, Ortigueira (La Coruña) (siglo XIX).
- Alameda, Villa de Durango, México (siglo XIX).
- Alameda del Espolón, Padrón (La Coruña) (siglo XIX).
- Paseo de Cánovas, Cáceres (siglo XIX).
- Paseo de la Alameda, Valencia, (siglo XIX).
- Paseo del Espolón, Santo Domingo de la Calzada (Logroño) (siglo XIX).
- Alameda, Algeciras (Cádiz) (siglo XIX).
- Alameda Arévalo (Ávila) (siglo XIX).
- Alameda Jativa (Valencia) (siglo XIX).
- Alameda, Orense (siglo XIX).
- Alameda Colindres, Santander (siglo XIX).
- Alameda de las Angustias, Jerez (siglo XIX).
- Alameda, Vega de Ribadeo, (Vegadeo, Asturias) (siglo XIX).
- Alameda, Bayona (Pontevedra) (siglo XIX).
- Allées de Tourny o plaza de Tourny, Burdeos, Francia (siglo XIX).
- Alameda Trinidad García de la Cadena, Zacatecas, México.
- Alameda de Huamanga, Ayacucho, Perú (1833), antes llamada Alameda de Santa Teresa y Alameda del Río.
- Alameda de Occidente, Bogotá, Colombia (destruida) (siglo XIX), en la actualidad su superficie la ocupa la Av. Calle 13.
- Alameda Central, Bogotá, Colombia (destruida) (siglo XIX), en la actualidad su superficie la ocupa la Carrera 13.

### DelsigloXX
- Alameda Apodaca, Cádiz (siglo XX).
- La Alameda Central, Tepic, México (siglo XX).
- Alameda del sur y Alameda oriente, Ciudad de México (siglo XX).
- Alameda Bolognesi, Tacna, Perú (siglo XX).
- Alameda D. Alfonso Henriques, Lisboa (siglo XX).
- Alameda Alfonso XIII, Carmona (Sevilla) (siglo XX).
- Alameda de San Luis de Potosí Alameda, San Luis de Potosí, México (siglo XX).
- Paseo de los Álamos (Oviedo).
- Alameda Vinaroz (Castellón) (siglo XX).
- Alameda de Alphaville, Barueri SP, Brasil.
- Alameda de José Antonio, Ronda (Málaga) (siglo XX).
- Alameda, Marbella (Málaga) (siglo XX).